# لوك ويليامسون
لوك ويليامسون (بالإنجليزية: Luke Williamson)‏ هو لاعب دوري الرغبي أسترالي، ولد في 2 يونيو 1978 في Strathpine, Queensland ‏ في أستراليا.